# Timecop (jeu vidéo)
Pour les articles homonymes, voir Timecop.
Timecop est un jeu vidéo d'action et de plates-formes de science-fiction développé par Cryo Interactive et édité par Victor Interactive en 1995. Il s'agit d'une adaptation du film du même nom sorti en 1994, dans lequel Jean-Claude Van Damme tient le rôle principal.

## Synopsis
Le jeu se déroule dans un futur proche (à l'époque de la sortie du jeu), en 2004. Max Walker est un agent de la police temporelle, qui affronte le Dr Hans Kleindast, l'inventeur du voyage temporel, qui est devenu fou et s'est autoproclamé dictateur de l'univers à toutes ses époques. Kleindast provoque Walker en « duel temporel » : Max Walker doit voyager dans plusieurs époques et y rectifier tout ce que Kleindast y a altéré, puis retrouver et vaincre Kleindast en personne.

## Principe du jeu
Timecop se présente sous la forme d'un jeu de plates-formes. Max Walker doit parcourir quinze niveaux, en respectant une limite de temps.